# Los Angeles Fire Department

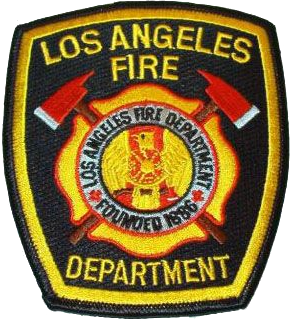
Ärmmärke för LAFD.

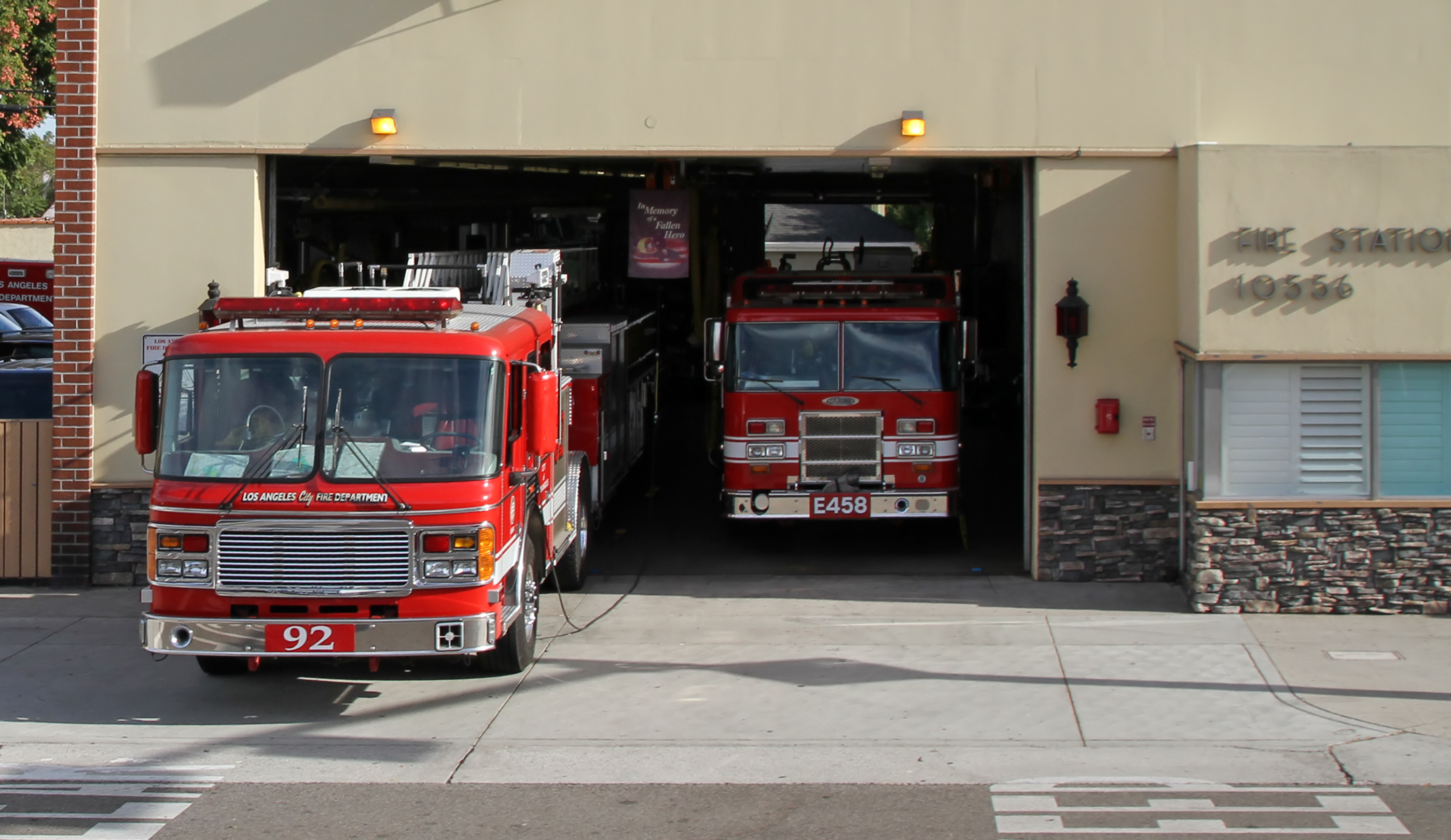
Brandstation

Los Angeles Fire Department (förkortning: LAFD eller LA City Fire) är den lokala myndigheten i staden Los Angeles med ansvar för brandförsvar och räddningstjänst. LAFD är en av de största stadsbrandkårerna i USA, efter New York City Fire Department och Chicago Fire Department.
LAFD består av över 3 400 brandsoldater fördelat på 106 brandstationer i en stad med 4 miljoner invånare. Av dessa är cirka 1 000 i  tjänst redo för utryckning och genomför i snitt dagligen 1 300 utryckningar och uppemot 600 ambulanstransporter.

## I populärkultur
- 9-1-1 (TV-serie)